# 井本滋
井本 滋（いもと しげる、1960年 - ）は、日本の医学者。日本乳癌学会理事長。乳癌の治療を専門としている。東京都出身。

## 経歴
- 1985年　慶應義塾大学医学部卒業、慶應義塾大学病院外科
- 1986年　日本鋼管病院外科
- 1987年　国立大蔵病院外科
- 1988年　慶應義塾大学医学部一般消化器外科学教室
- 1991年　足利赤十字病院外科
- 1992年　国立がんセンター東病院乳腺外科
- 2001年　同病院乳腺科医長
- 2007年　杏林大学医学部教授外科学（乳腺）
- 2018年　日本乳癌学会理事長[2]
- 2021年　第29回日本乳癌学会学術総会　会長